# Corpul 3 Cavalerie rus (1916-1918)
Corpul 3 Cavalerie rus a fost una din marile unități operative ale Armatei Țariste Ruse, participantă la acțiunile militare de pe frontul român, în timpul Primului Război Mondial. În această perioadă, a fost comandat de generalul locotenent Alexandr Mihailovici Krimov. :p. 183